# The Hunger (álbum de Michael Bolton)
The Hunger  é o quinto álbum de estúdio do músico, cantor e compositor estadunidense Michael Bolton, lançado em 1987.

## Faixas
1. "Hot Love" (Bolton/Briley) 3:47
2. "Wait On Love" (Bolton/Cain) 4:27
3. "(Sittin' On) The Dock Of The Bay" (Steve Cropper, Otis Redding) 3:51
4. "Gina" (Bolton/Diamond/Halligan) 4:07
5. "That's What Love Is All About" (Bolton/Kaz) 3:58
6. "The Hunger" (Bolton/Cain) 4:18
7. "You're All That I Need" (Bolton/Cain/Schon) 4:18
8. "Take A Look At My Face" (Bolton/Briley) 4:00
9. "Walk Away" (Bolton, Diane Warren) 4:12

## Desempenho nas paradas

### Álbum
| Paradas (1987) | Melhor posição |
| -------------- | -------------- |
| Billboard 200  | 46             |

### Singles
| Ano  | Single                             | Parada                           | Posição |
| ---- | ---------------------------------- | -------------------------------- | ------- |
| 1987 | "(Sittin' On) The Dock Of The Bay" | Mainstream Rock                  | 37      |
| 1987 | "That's What Love Is All About"    | Adult Contemporary               | 3       |
| 1987 | "That's What Love Is All About"    | Hot R&B/Hip-Hop Singles & Tracks | 62      |
| 1987 | "That's What Love Is All About"    | Billboard Hot 100                | 19      |
| 1988 | "(Sittin' On) The Dock Of The Bay" | Adult Contemporary               | 19      |
| 1988 | "(Sittin' On) The Dock Of The Bay" | Hot R&B/Hip-Hop Singles & Tracks | 58      |
| 1988 | "(Sittin' On) The Dock Of The Bay" | Mainstream Rock                  | 12      |
| 1988 | "(Sittin' On) The Dock Of The Bay" | Billboard Hot 100                | 11      |
| 1988 | "Wait On Love"                     | Mainstream Rock                  | 40      |
| 1988 | "Wait On Love"                     | Billboard Hot 100                | 79      |